# Adam von Fulda
Adam von Fulda (* um 1445 in Fulda; † 1505 in Wittenberg) war ein deutscher Humanist und wirkte ab 1490 als Komponist, Musiktheoretiker und Historiker am Hof Friedrichs des Weisen von Sachsen. Er gilt als einer der bedeutendsten Vertreter der deutschen Musik im 15. Jahrhundert. Seine Abhandlung De musica leitete zu den humanistischen deutschen Musiklehren über.

## Leben
Adam von Fulda wurde um 1445 geboren. Nach dem Studium in Basel ging er nach Niederbayern. Seine musikalischen Studien absolvierte er als Benediktinermönch im Kloster Vornbach am Inn, wo er wohl auch seine Schrift De musica verfasste, die er am 5. November 1490 fertigstellte.
Er verließ das Kloster und war seit 1490 Leiter der Kantorei am Hof Friedrichs des Weisen in Torgau, an deren Spitze er bis 1501 stand. Im Jahre 1502 wurde er in Wittenberg bei der Gründung der Universität als Dozent eingetragen. Anschließend lehrte er als Dozent an der Universität Wittenberg und trat dort einem humanistischen Zirkel bei.
1492 wurde Adam von Fulda von Kurfürst Friedrich zusätzlich mit dem Sammeln von „alten historien, croniken und geschichten aus etlichen clostern, stifften und andern enden“ beauftragt. Ab 1497 arbeitete er an einer Chronik zur sächsischen Geschichte, deren unvollendetes Material nach Adams Tod 1505 von Georg Spalatin übernommen wurde, der dann um 1515–1517 eine weitaus umfangreichere sächsische Chronik erstellte. Adams frühe Forschungen bildeten die Grundlage für die Konzeption einer Reihe von 24 Darstellungen sächsischer Herrscher in der um 1500 eingerichteten Stammstube des neu erbauten Schlosses zu Wittenberg.
Adam von Fulda starb 1505 an der Pest. Sein Nachfolger im kurfürstlichen Amt wurde Konrad Rupff.

## Werk

### Traktat
Adam von Fulda ist vor allem als Verfasser des musiktheoretischen Traktats De musica hervorgetreten, der aus vier Teilen besteht, in denen die folgenden Themen behandelt werden:
- 7 Kapitel über Erklärung, Erfindung und Lob der Musik,
- 17 Kapitel über Handführung, Gesang, Stimme, Notenschlüssel und Tonarten,
- 13 Kapitel über Mensuralmusik und
- 8 Kapitel über Intervalle und Konsonanz.

Über seinen Schüler Johann Walter beeinflusste Adam von Fulda mit seinem Traktat Michael Praetorius und Heinrich Schütz. Das überlieferte Manuskript des Traktats wurde in Straßburg geschrieben und ist auf den 5. November 1490 datiert.

### Kompositionen
Der Hauptteil der überlieferten Kompositionen Adams von Fulda sind lateinische Chorwerke für Knaben- und Männerchor. Seine vierstimmige Messe ist nach dem Vorbild Guillaume Dufays gestaltet. Der vierstimmige Tonsatz auf den Text O vera lux et gloria gehörte ursprünglich zu dem Lied Ach hülff mich leid vnd senlich klag, das in Joseph Klugs Wittenberger Gesangbuch (1535) zu finden ist. Dort wird Adam von Fulda auch als Textdichter geführt.
Selbst Musikhistorikern ist Adam von Fulda […] allenfalls als Verfasser eines Musiktraktats ein Begriff, kaum als Komponist. Wie seine deutschen Zeitgenossen steht auch er unter dem Verdacht der stilistischen Rückständigkeit. Aber seine Musik – vor allem die Missa Seit ich dich herzlieb meiden muss – ist in ihrer freien Stimmführung von außerordentlicher Schönheit.

## Werke
- Theoretische Schrift: De musica. 1490
- Theologisch-poetische Schrift: Ein ser andechtig Cristen-lich Buchleī aus hailigē schrifften vnd Lerern von Adam von Fulda in teutsch reymenn gesetzt. Mit 8 Holzschnitten von Lucas Cranach. Wittenberg, 1512
- Missa für vier Stimmen Seit ich dich herzlieb meiden muss
- Motetten Dies est laetitiae, Hymnus Sancti Johannes Baptistae Ut queant laxis und O vera lux et gloria
- 10 Offizien im Leipziger Codex Apel
- 3 weltliche Lieder in: Das Liederbuch des Amt von Aich. um 1510. Neudruck 1930
- Ab etwa 1497 Vorarbeiten für eine sächsische Chronik